# Гризуолд, Дуайт
Дуайт Палмер Гризуолд (англ. Dwight Palmer Griswold; 27 ноября 1893 — 12 апреля 1954) — американский политик, сенатор США, 25-й губернатор Небраски.

## Биография
Дуайт Гризуолд родился в городе Харрисон, Небраска, в семье Дуайта Хаббарда (1860—1928) и Клариссы (урожденной Палмер) Гризуолд. Он окончил военную академию в Карни (Нью-Джерси) в 1910 году, учился в Методистском университете Небраски в 1910—1912 годах, а в 1914 году получил степень бакалавра искусств в Университете Небраски-Линкольна.
В 1916 году Гризуолд служил сержантом 4-го пехотного полка Небраски во время конфликта на американо-мексиканской границе, а в 1917—1918 годах во время Первой мировой войны — первым лейтенантом полевой артиллерии, позже он был повышен до звания капитана.
Перед тем, как заняться политикой, Гризуолд сделал успешную карьеру банкира и издателя. С 1922 по 1940 год он издавал Gordon Journal в городе Гордон, Небраска. В 1921 году Гризуолд был членом Палаты представителей Небраски, а в 1925—1929 годах — сенатором штата. В 1932, 1934 и 1936 годах он безуспешно баллотировался в губернаторы штата.
В ноябре 1940 года Гризуолд был избран губернатором Небраски, в 1942 году — переизбран на второй, а в 1944 году — на третий срок. Он пребывал в должности во время Второй мировой войны. За это время был улучшен закон о компенсациях рабочим штата, была инициирована система наёма рабочих на основе заслуг и аттестации, а также была значительно снижена процентная ставка.
После ухода с поста губернатора Гризуолд служил директором отдела внутренних дел и коммуникаций военной администрации Германии в 1947 году, был начальником американской миссии для оказания помощи Греции в 1947—1948 годах, а с 1950 по 1954 год был членом попечительского совета Университета Небраски-Линкольна. 4 ноября 1952 года он был избран в Сенат США, где служил до своей смерти.
Гризуолд умер 12 апреля 1954 года в Военно-морском госпитале в Бетесде и был похоронен на кладбище Фейрвью в Скотсблаффе.
Гризуолд был женат на Эрме Эллиотт, у них было двое детей.
Гризуолд был принят в Зала славы Небраски. Он был членом братства Alpha Tau Omega, организации «Американский легион», масоном и храмовником.